# Маседу-де-Кавалейруш
Масе́ду-де-Кавале́йруш (порт. Macedo de Cavaleiros; МФА: [mɐ.ˈse.du dɨ kɐ.vɐ.ˈɫɐj.ɾuʃ], Масе́ду-ди-Кавале́йруш, «Масе́ду-Лицарське») — муніципалітет і місто в Португалії, в окрузі Браганса. Розташований у північно-східній частині країни, на теренах історичної португальської провінції Трансмонтана. Належить до Брагансько-Мірандської діоцезії Католицької церкви в Португалії. Права міського самоврядування має з 1853 року. Поділяється на 30 парафій. За адміністративним поділом, чинним до 1976 року, був складовою провінції Трансмонтана і Верхнє Дору. Площа муніципалітету — 699,14 км², населення муніципалітету — 15776 ос. (2011); густота населення — 22,56 осіб/км²
. Патрон — святий Петро. Святковий день муніципалітету — 29 червня. Поштовий індекс — 5340.  Код місцевої адміністративної одиниці — 0405. Складова статистичного регіону Північ.

## Назва
- Маседу-де-Кавалейруш (порт. Macedo de Cavaleiros, стара орфографія: порт. Macedo de Cavalleiros)

## Географія
Маседу-де-Кавалейруш розташоване на північному сході Португалії, в центрі округу Браганса.
Місто розташоване за 35 км на південний захід від адм. центру округу міста Браганса.
Маседу-де-Кавалейруш межує на півночі з муніципалітетом Віняйш, на північному сході — з муніципалітетом Браганса, на сході — з муніципалітетом Віміозу, на півдні — з муніципалітетами Могадору й Алфандега-да-Фе, на південному заході — з муніципалітетом Віла-Флор, на заході — з муніципалітетом Мірандела.

## Історія
Місто засноване в 1853 році.

## Населення
| Кількість мешканців | Кількість мешканців | Кількість мешканців | Кількість мешканців | Кількість мешканців | Кількість мешканців | Кількість мешканців | Кількість мешканців | Кількість мешканців | Кількість мешканців | Кількість мешканців | Кількість мешканців | Кількість мешканців | Кількість мешканців | Кількість мешканців |
| ------------------- | ------------------- | ------------------- | ------------------- | ------------------- | ------------------- | ------------------- | ------------------- | ------------------- | ------------------- | ------------------- | ------------------- | ------------------- | ------------------- | ------------------- |
| 1864                | 1878                | 1890                | 1900                | 1911                | 1920                | 1930                | 1940                | 1950                | 1960                | 1970                | 1981                | 1991                | 2001                | 2011                |
| 16 653              | 17 901              | 18 825              | 19 200              | 20 917              | 18 376              | 19 781              | 22 765              | 25 204              | 26 199              | 22 173              | 21 608              | 18 930              | 17 449              | 15 776              |

## Парафії
- Ала
- Амендуейра
- Аркаш
- Багейше
- Борнеш
- Бурга
- Вале-Бенфейту
- Вале-да-Порка
- Вале-де-Прадуш
- Вілар-ду-Монте
- Віларіню-де-Агрошан
- Віларіню-ду-Монте
- Віняш
- Гріжо
- Едрозу
- Ешпаданеду
- Каррапаташ
- Каштеланш
- Кортісуш
- Коружаш
- Лагоа
- Ламалонга
- Ламаш
- Ломбу
- Маседу-де-Кавалейруш
- Морайш
- Мурсош
- Олмуш
- Переду
- Поденсе
- Салселаш
- Санта-Комбіня
- Сезулфе
- Сотелу-Морішку
- Таляш
- Таліняш
- Феррейра
- Шасін